# Кахал-Цур-Израэл

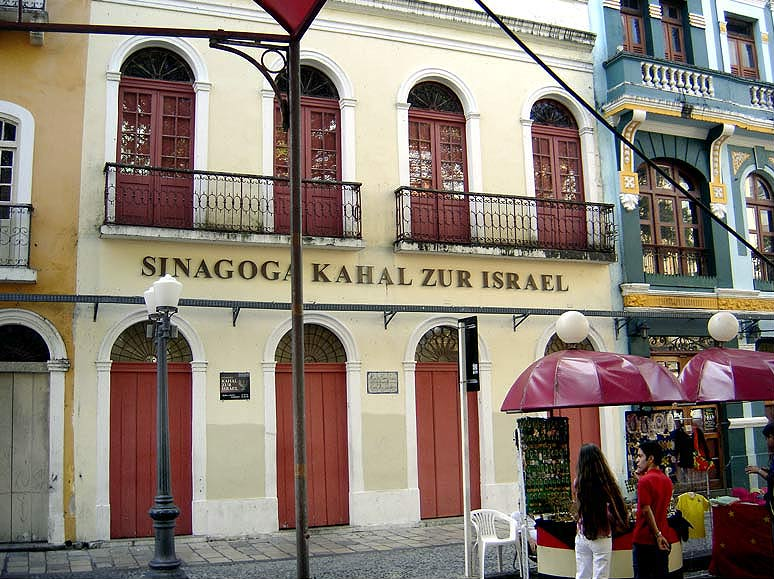
Кахал-Цур-Израэл

Кахал-Цур-Израэл (ивр. קהל צור ישראל‎ — синагога «Скала Израиля», порт. Sinagoga Kahal Zur Israel) — историческая синагога, расположенная в городе Ресифи, штат Пернамбуку, Бразилия. Сейчас в здании работает культурный иудаистский центр Пернамбуку (порт. Centro Judaico de Pernambuco).
Синагога была открыта в 1636 году, во время голландского господства в Северо-Восточной Бразилии (1630—1654), и стала первой синагогой Америки. Во время голландского господства в Ресифи переехало много португальских евреев, живших в изгнании в Нидерландах; из-за нетерпимости португальского правительства к иноверцам к ним присоединялись и голландские евреи, и притесняемые бразильские евреи. Первым раввином синагоги был португало-голландский еврей Исаак Абоаб да Фонсека (1605—1693). После изгнания голландцев из Пернамбуку в 1654 году большинство евреев было вынуждено покинуть Бразилию, переехав обратно в Нидерланды или в Северную Америку, в Новый Амстердам (современный Нью-Йорк), а синагога прекратила работу.
Сейчас в культурном центре в помещении синагоги можно узнать об истории еврейской общины Ресифи и увидеть много предметов, которые использовались в синагоге. Здание, однако, было перестроено в XIX веке.